# Maria Antonelli
Maria Elisa Mendes Ticon Antonelli (Resende, 25 de febrero de 1984) es una jugadora de voleibol de playa brasileña. Obtuvo dos bronces en los Campeonatos del Mundo de 2009 y 2015. Participó en los Juegos Olímpicos de 2012 junto con Talita Antunes, donde llegó a los octavos de final, donde la dupla cayó derrotada ante la dupla checa formada por Kristýna Kolocová y Markéta Sluková. En 2014, con Juliana Silva, ganó el título del Circuito Mundial.

## Carrera
Con Nina Vieira, Antonelli terminó quinta en el Campeonato Mundial Sub-21 de 2004 en Porto Santo.
La brasileña jugó su primer torneo del Circuito Mundial de la FIVB en 2006 con Vanilda Leão en su país de origen. Al año siguiente, Antonelli y Leão terminaron en primer lugar dos veces, y en segundo y tercero lugar una vez, en cuatro eventos FIVB Challenger & Satellite. En 2008, las dos sudamericanas llegaron por primera vez a la final del World Tour, que perdieron ante Stephanie Pohl y Okka Rau en Marsella. En Kristiansand, Antonelli y Leão ganaron su primera medalla de oro del tour, sus oponentes finales fueron Nila Håkedal e Ingrid Tørlen del país anfitrión.
En 2009, Talita Antunes se convirtió en la nueva pareja de Antonelli. Después de un 13.º lugar en Brasilia, las dos ganaron su segundo torneo de la FIVB conjunto en Shanghái. En el año más exitoso de su carrera, Antonelli y su pareja también ganaron las medallas de oro en Seúl, Gstaad y Kristiansand, y también llegaron a las finales en Osaka, La Haya y Barcelona. En el Campeonato Mundial de Stavanger, Brasil aseguró la medalla de bronce tras vencer a Shelda Bede y Ana Paula Henkel, y también hubo medallas de bronce en los torneos de Stare Jabłonki y Åland.

### 2010

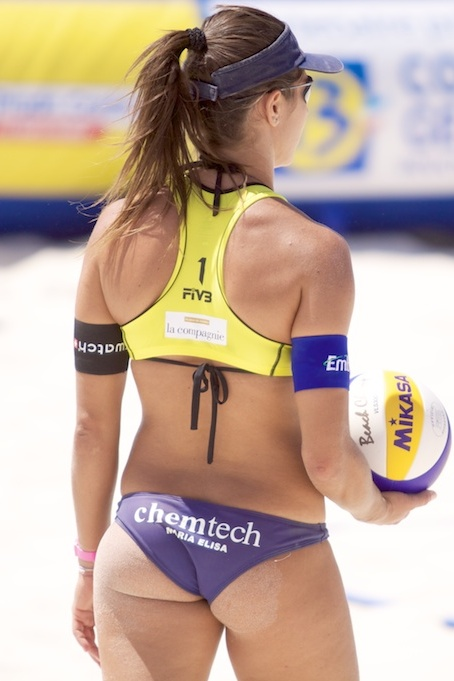
Antonelli en el Circuito Mundial de la FIVB en Marsella en 2010.

En el primer torneo de la FIVB de 2010 en Brasilia, Antonelli y Talita terminaron en el 17.º lugar. En las siguientes siete competencias, las sudamericanas llegaron a las semifinales cada vez. Se llevaron el bronce en Shanghái y Roma, después de dos cuartos lugares en Seúl y Moscú llegaron a la final por primera vez este año en Noruega, que perdieron ante sus compatriotas Larissa y Juliana. Le siguió un quinto puesto en Gstaad. La primera medalla de oro de 2010 para Antunes y Antonelli fue en Marsella tras vencer a las hermanas austriacas Doris y Stefanie Schwaiger. Tras un quinto puesto en Klagenfurt, dos medallas de bronce en Stare Jabłonki y Åland y un 17.º puesto en el Abierto de Kristiansand, las sudamericanas lograron su segunda victoria en el torneo del año en La Haya, derrotando en la final a las chinas Xue Chen y Zhang Xi. Esta fue la conclusión exitosa de la temporada de playa 2010 para Antonelli y Talita, ya que no participaron en los dos torneos de la FIVB en el otoño.

### 2011

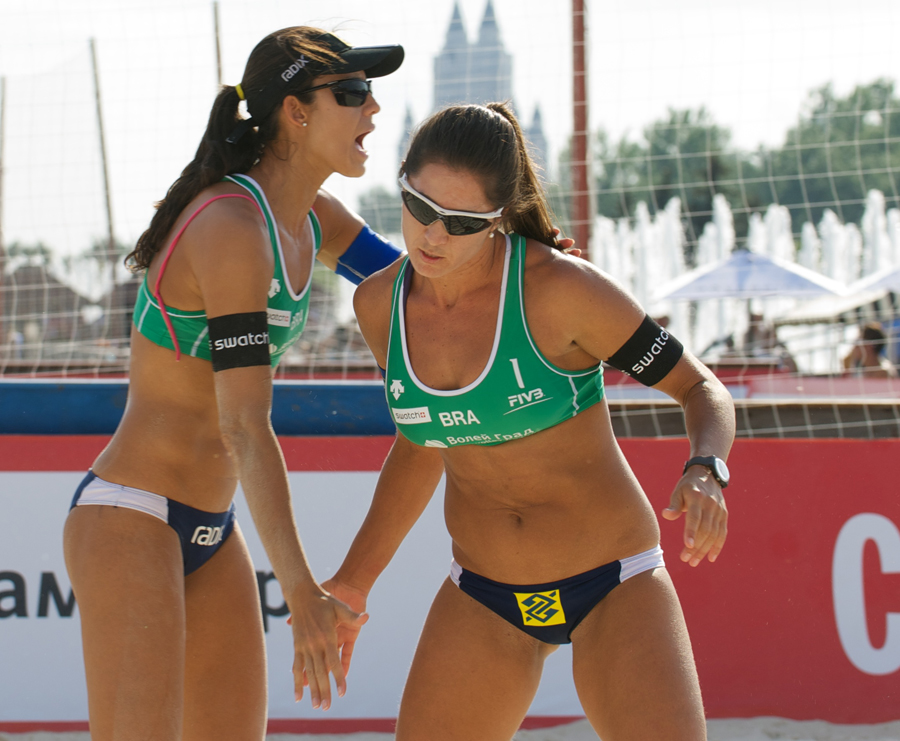
Antonelli (der.) con Talita Antunes en Moscú, 2011.

En 2011, después de terminar quintas en Brasilia y ganar la medalla de bronce en el Abierto de Sanya, Antonelli y Talita lograron quintos lugares en los torneos de Shanghái, Myslowice y Beijing y en el Campeonato Mundial en Roma. En Stavanger, las dos sudamericanas finalizaron novenas, su peor resultado del año. Luego llegaron a las semifinales en Gstaad, terminaron quintas en Moscú y ganaron su única medalla de oro en Quebec. En los siguientes torneos, los dos brasileños terminaron cuartos en Klagenfurt y en el Abierto de Åland y ganaron la medalla de bronce en el Mazuri Grand Slam y en La Haya.

### 2012
Los tres primeros torneos del 2012 fueron los más exitosos para la dupla sudamericana. Si bien las dos brasileñas perdieron tanto la final en Brasilia como la final en Shanghái ante las chinas Xue Chen/Zhang Xi, ganaron la medalla de oro en el Abierto de Sanya contra las entonces campeonas mundiales. En la misma temporada, Antonelli y Talita aseguraron el tercer lugar en Klagenfurt. Alcanzaron las semifinales en Moscú y terminaron quintas en Polonia. Ambas terminaron novenas en Beijing, Roma y Berlín, así como en los Juegos Olímpicos de Londres 2012. Al final de la temporada, Antonelli y Talita se separaron.

### 2013
En 2013, Antonelli hizo equipo junto a Ágatha Bednarczuk. La nueva dupla estuvo en la final del Grand Slam en Corrientes y finalizó quinta en otros tres torneos de la FIVB. En el Campeonato Mundial en Stare Jabłonki llegaron a la ronda principal como ganadoras de grupo, donde fueron eliminadas por las chinas Xue Chen/Zhang Xi.

### 2014-2016
En 2014 y 2015, Antonelli comenzó junto Juliana Silva. Juliana/Antonelli se ubicaron casi exclusivamente entre los diez primeros puestos a nivel nacional e internacional. En 2014 se convirtieron en campeonas del World Tour. Terminaron terceras en el Campeonato Mundial de 2015 en los Países Bajos. Antonelli comenzó el 2016 con Liliane Maestrini. En marzo, Antonelli dio positivo por hidroclorotiazida durante un control antidopaje y posteriormente fue suspendida. Dos meses después fue absuelta.

### 2017-2020

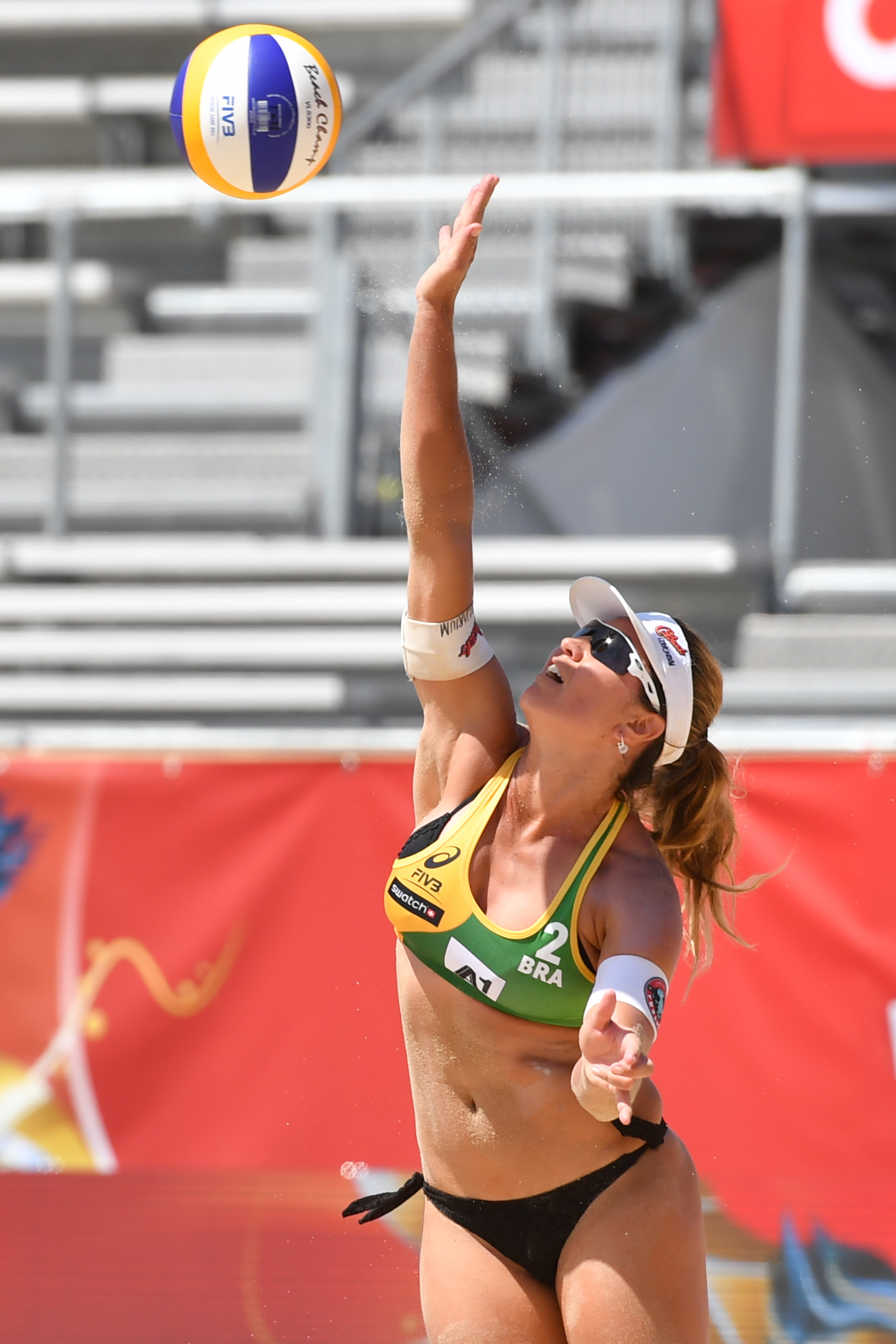
Antonelli en el Campeonato Mundial de 2017 en Viena.

En los primeros meses de 2017, Antonelli llegó a la final y semifinales del torneo 3 estrellas de la FIVB en Xiamen junto a Carolina Horta en la Gira Nacional de Brasil en Niterói. Después de cambiar de pareja a Carol, las dos brasileñas ganaron el evento en La Haya, habiendo terminado previamente quintas en Moscú. Lograron la misma ubicación en el Campeonato Mundial de 2017 en Viena. Varios cuartos y quintos lugares en los eventos del World Tour 2018 fueron reservados para los das sudamericanas. Destacaron el segundo puesto en Espinho y el cuarto puesto en la final del Tour en Hamburgo. Antonelli/Carol lograron las mejores ubicaciones en el World Tour 2019 al llegar a la final de los torneos de 5 estrellas en Gstaad y Viena. En 2020, Antonelli se tomó un descanso por maternidad.

### 2021-2022
A su regreso, obtuvo dos novenos puestos en los torneos de cuatro estrellas de Gstaad con su expareja Talita Antunes y en Itapema en 2021 junto a Fernanda Alves, quien desde entonces forma equipo con Antonelli, así como decimoterceros puestos la siguiente temporada en los Eventos Elite16 de Rosarito y Jūrmala y un decimoséptimo lugar en Gstaad fueron el botín de la atleta sudamericana hasta julio de 2022. La nueva dupla de voleibol de playa no pudo clasificarse para el Campeonato Mundial en Roma.

## Vida personal
Está casada con Paulo Víctor.